# Beijing BAW
Beijing BAW (chiń. 北京汽車女子排球俱樂部; pinyin Běijīng Qìchē Nǚzǐ Páiqiú Jùlèbù) – żeński klub piłki siatkowej z Chin. Swoją siedzibę ma w Pekinie.

## Sukcesy
Mistrzostwo Chin:
- 2019
- 2020

## Obcokrajowcy w zespole
| Lata gry  | Imię i nazwisko          | Pozycja     |
| --------- | ------------------------ | ----------- |
| 2024-     | Edina Begić              | przyjmująca |
| 2024-     | Jelena Mladjenović       | atakująca   |
| 2024-     | Jelena Vulin             | atakująca   |
| 2023-2024 | Anna Łazariewa           | atakująca   |
| 2022-2024 | Katarina Lazović         | przyjmująca |
| 2022-2023 | Christina Wuczkowa       | środkowa    |
| 2022-2023 | Heidy Casanova           | atakująca   |
| 2019-2020 | Michelle Bartsch-Hackley | przyjmująca |
| 2018-2021 | Tetori Dixon             | środkowa    |
| 2018-2019 | Madison Kingdon          | przyjmująca |
| 2017-2019 | Rachel Rourke            | atakująca   |
| 2017-2018 | Carly Wopat              | środkowa    |
| 2016-2017 | Karsta Lowe              | atakująca   |
| 2016-2017 | Kelsey Robinson          | przyjmująca |
| 2015-2016 | Jana Matiašovská-Ağayeva | przyjmująca |
| 2015-2016 | Nataša Krsmanović        | środkowa    |
| 2015-2016 | Suzana Ćebić             | libero      |
| 2014-2015 | Kelsey Robinson          | przyjmująca |
| 2014-2015 | Seda Aslanyürek          | atakująca   |